# Willem Melchior
Willem Melchior (1966) is een Nederlandse schrijver. 

## Publicaties
Hij debuteerde in 1992 met de verhalenbundel De roeping van het vlees, met als thema's doodsverlangen en wellust. Kasper Valentijn is zijn eerste roman (1996) waarin hij deze thema's verder uitwerkte door het presenteren van de dood als ultiem orgasme. Verliefdheid is het centrale thema in De onhuwbaren (2000) en Het hoofd op de buik (2002). Met de roman De dokters Andrian (2003), een familiegeschiedenis, laat Melchior zijn veelzijdigheid als auteur zien. In 2005 verscheen zijn zesde boek, 24/7, een sadomasochistische internetroman. In 2009 kwam er een verzamelbundel met oud en nieuw werk uit onder de titel Het lichaam bestaat niet. In 2014 kwam zijn boek De tijd is op uit waarin hij het proces beschrijft van zijn strottenhoofdkanker. Het vervolg Alles wat was verscheen in 2018.